# Хеккинг, Дитер
Ди́тер Хе́ккинг (нем. Dieter Hecking; род. 12 сентября 1964, Кастроп-Рауксель, Северный Рейн-Вестфалия) — немецкий футболист и тренер. Главный тренер клуба «Бохум».

## Игровая карьера
Родился 12 сентября 1964 года в городе Кастроп-Рауксель. Хеккинг начал свою карьеру в академии клуба «Зост», после чего играл в академии клубов «Зостер»,
«Боруссия» (Липпштадт) и «Падерборн 07». В 1983 году Дитер подписал свой первый профессиональный контракт с клубом высшего дивизиона «Боруссией» (Мёнхенгладбах). Однако за два года он сыграл лишь шесть матчей в Бундеслиге.
В связи с этим перед сезоном 1985/1986 он перешёл в «Хессен» из Второй Бундеслиги. В этом клубе полузащитник провёл пять сезонов и был основным игроком. Когда клуб вылетел в Оберлигу, третий западногерманский дивизион, в 1989 году Хеккинг стал лучшим бомбардиром этой лиги. Хеккинг играл в основном на позиции атакующего полузащитника и нападающего.
С 1990 по 1992 год Дитер играл во Второй Бундеслиге за «Вальдхоф». Он забил 14 мячей в 54 играх чемпионата, 11 из них в свой первый сезон. Среди его партнёров по команде были будущая немецкая звезда Кристиан Вёрнс в начале своей карьеры и ветеран Норберт Нахтвайг.
В 1992 году Хеккинг перешёл в другой клуб Второй Бундеслиги «Лейпциг», за который он сыграл 31 матч в сезоне 1992/1993 и забил один гол. Он поднялся с клубом в элитный дивизион, в которой в сезоне 1993/1994 сыграл 30 матчей, но не сумел спасти команду от вылета в конце сезона.
Летом 1994 года Хеккинг стал игроком клуба «Падерборн 07», где провёл два сезона, а в начале сезона 1996/1997 подписал контракт с клубом «Ганновер 96» из Региональной лиги «Север». В 1997/1998 в составе «Ганновера» он вышел во второй дивизион и сыграл там в следующем сезоне 16 игр (забив 5 мячей).
Завершил профессиональную игровую карьеру в клубе «Айнтрахт» (Брауншвейг), за который выступал в течение сезона 1999/2000 годов в Региональной лиге.
В общей сложности за карьеру Гекинг провёл 36 игр в Бундеслиге, 203 матча во втором дивизионе (38 голов), 141 игр в Региональной лиге (46 голов) и 61 матча в Оберлиге (39 голов).

## Тренерская карьера
1 июля 2000 года Хеккинг начал тренерскую карьеру, возглавив клуб Региональной лиги «Север» «Ферль». Его дебютный матч в должности тренера состоялся 1 августа 2000 года против брауншвейгского «Айнтрахта» (0:2). Однако после того, как Дитер заявил о своём намерении покинуть клуб, руководители клуба уволили его после всего 20 игр на тренерской скамье. Он был уволен 31 января 2001 года. Его последним матчем стала победа 2:1 над столичной «Теннис Боруссией». В момент увольнения Хеккинга «Ферль» был на седьмом месте в таблице.
Хеккинг оставался без работы недолгое время и уже 27 марта 2001 года возглавил другой клуб Региональной лиги «Север» «Любек». Он сумел завершить сезон с командой на третьем месте, «Любеку» не хватило лишь одного места для повышения в классе. В следующем же сезоне команда выиграла свой дивизион и вышла во Вторую Бундеслигу. В новом дивизионе в сезоне 2002/2003 Хеккинг сумел обеспечить «Любеку» 11 место и спасти от вылета. В следующем сезоне результаты ухудшились и клуб вылетел обратно в Региональную лигу, заняв 15-ю позицию во втором дивизионе. Однако в том же сезоне клуб показал один из лучших кубковых результатов, выйдя в полуфинал Кубка Германии, где их лишь в дополнительное время выбил будущий триумфатор турнира «Вердер» (Бремен). Тем не менее контракт тренера с клубом продлён не был, и он покинул «Любек» 25 мая 2004 года.
1 июля 2004 года Хеккинг стал главным тренером команды «Алеманния» (Ахен) из Второй Бундеслиги. Тем не менее, клуб имел право сыграть в Кубке УЕФА, поскольку он был финалистом национального кубка в предыдущем сезоне, проиграв «Вердеру». Поскольку бременский клуб также выиграл чемпионат Германии, он квалифицировался в Лигу чемпионов и «Алеманния» заняла место «Вердера» в Кубке УЕФА. Ахенский клуб в этом евротурнире сумел обыграть французский «Лилль» и греческий АЕК и выйти из группы, уступив лишь в 1/16 финала нидерландскому АЗ. В чемпионате «Алеманния» заняла шестое место, но в следующем сезоне 2005/2006 Хеккинг привёл команду ко второму месту в турнире и вышел с ней в Бундеслигу.
Однако Хеккинг руководил «Алеманнией» в высшем дивизионе только в трёх матчах. После этого он решил покинуть клуб ради своего бывшего клуба «Ганновер 96», куда и перешёл 7 сентября 2006 года, заняв вакантное место после увольнения Петера Нойрурера за три поражения подряд на старте сезона. По иронии судьбы, последней игрой Нойрурера стал матч против «Алеманнии» Хеккинга, завершившийся разгромным поражением 0:3. «Алеманния» находилась на 14-м месте, когда Хеккинг покинул клуб. Он закончил свою работу с клубом, одержав 42 победы, сыграв 14 ничьих и потерпев 27 поражений в 82 матчах.
7 сентября 2006 года Дитер Хеккинг официально возглавил «Ганновер», однако 9 сентября 2006 года в матче Кубка Германии против «Динамо» (Дрезден) командой руководил тренер дубля Микаэль Шёнберг. Хеккинг вернул «Ганновер» в форму после тяжёлого старта сезона, на момент его прибытия команда была на последнем месте в чемпионате. Кроме того, команда добилась хорошего результата, дойдя до четвертьфинала Кубка Германии, а сезон закончила на комфортном 11-м месте в Бундеслиге.
В следующем сезоне «Ганновер» улучшил свою позицию в лиге, закончив сезон восьмым, но сезон 2008/2009 прошёл менее удачно и завершился на 11-м месте. 19 августа 2009 года Хеккинг добровольно подал в отставку с должности главного тренера после неудачного начала сезона 2009/2010. Последний матч Дитера — ничья 1:1 против «Майнца», после которой клуб опустился на 14-е место. Хеккинг закончил работу с клубом с результатом 39 побед, 30 ничьих и 40 поражений в 109 матчах.

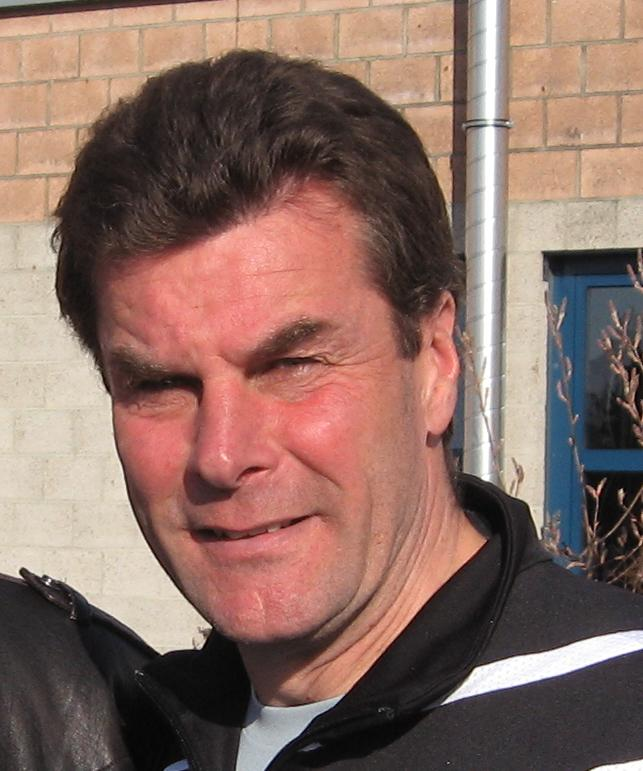
Дитер Хеккинг в качестве тренера «Нюрнберга» в 2010 году.

22 декабря 2009 года Хеккинг принял предложение поработать в клубе «Нюрнберг». Он закончил сезон на 16-м месте и вынужден был сыграть в плей-офф за право сохранения места в Бундеслиге. «Нюрнберг» выиграл обе игры плей-офф у «Аугсбурга» (1:0 и 2:0) и спасся от вылета.
В следующем сезоне 2010/2011 «Нюрнберг» добрался до четвертьфинала Кубка Германии, где их выбило «Шальке 04», а в чемпионате клуб закончил на шестом месте, уступив лишь одно место «Майнцу» в борьбе за право сыграть в Лиге Европы. В третьем сезоне «Нюрнберг» ухудшил результаты и завершил сезон на 10-м месте в Бундеслиге. После этого по ходу сезона 2012/2013 Хеккинг применил пункт в своём договоре о разрыве контракта с клубом. 16 декабря 2012 состоялся его последний матч за клуб против «Вердера», завершившийся ничьёй со счётом 1:1. «Нюрнберг» был на 14 месте, когда Дитер покинул клуб. Хеккинг завершил работу с клубом со статическим результатом в 42 победы, 23 ничьих и 47 поражений в 112 матчах.

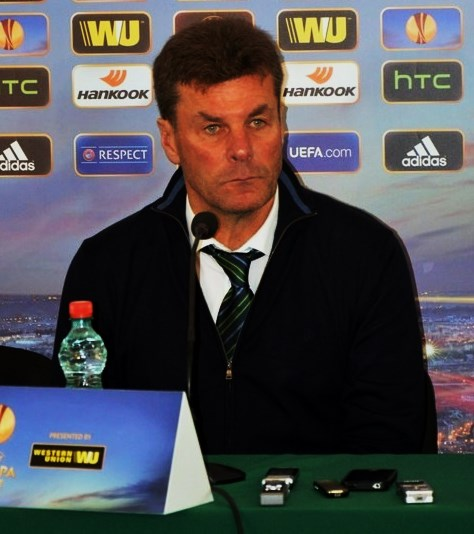
Дитер Хеккинг на пресс-конференции в качестве тренера «Вольфсбурга» в 2014 году.

Хеккинг стал наставником «Вольфсбурга» 22 декабря 2012 года. Он дебютировал в этом качестве 19 января 2013 года, победив со счётом 2:0 соперников из Штутгарта. В марте 2015 года в первом еврокубковом сезоне Хеккинга его команда победила миланский «Интер» 3:1 в первом матче и 2:1 во втором. Лишь в четвертьфинале «волков» остановил другой итальянский клуб «Наполи».
Однако крупнейшими достижениями «Вольфсбурга» стали национальные турниры — под руководством Дитера в 2015 году «волки» выиграли Кубок и Суперкубок Германии, а также стали вице-чемпионами страны. Это были первые крупные трофеи Хеккинга. Сам наставник был признан лучшим тренером Германии 2015 года.
17 октября 2016 года Дитер был уволен с поста главного тренера «Вольфсбурга». Клуб, в 7 матчах набрав 6 очков, находился на 14 месте в турнирной таблице.
22 декабря того же года возглавил мёнхенгладбахскую «Боруссию», заменив уволенного Андре Шуберта. Контракт специалиста был рассчитан до 2019 года. Хеккинг привёл «Боруссию» к яркой победе по сумме двух матчей над «Фиорентиной» в Лиге Европы, но затем клуб был выбит «Шальке 04», а также проиграл в полуфинале Кубка Германии 2016/2017 франкфуртскому «Айнтрахту». Команда финишировала 9-й в первых двух сезонах Хекинга на «Боруссия-Парке».
2 апреля 2019 года спортивный директор «Гладбаха» Макс Эберль объявил, что срок полномочий Хеккинга не будет продлён после конца сезона 2018/2019. Его последней игрой стало поражение со счётом 2:0 от дортмундской «Боруссии», в результате чего клуб вылетел за пределы квалификационных мест Лиги чемпионов и занял пятое место. Под руководством Хеккинга команда одержала 43 победы, 23 ничьи и 32 поражения.
В сезоне 2019/20 Дитер Хеккинг возглавил «Гамбург», игравший на тот момент во Второй Бундеслиге. Хеккинг заключил с клубом контракт на один год. 4 июля 2020 года покинул клуб по обоюдному согласию, не сумев выполнить задачу выхода в Бундеслигу. Сезон завершился домашним поражением со счётом 5:1 от «Зандхаузена», что стало одним из худших результатов в истории клуба. По итогам сезона «Гамбург» 14 побед, 13 ничьих и девяти поражений.
Покинув «Гамбург», Хеккинг вернулся в «Нюрнберг» на пост спортивного директора клуба. В феврале 2023 года временно занял пост главного тренера до конца сезона 2022/2023 после увольнения Маркуса Вайнцирля. Клуб обеспечил выживание во Второй Бундеслиге только в последний день сезона, в результате чего некоторые болельщики призывали к увольнению специалиста. По окончании сезона покинул тренерский пост.
В ноябре 2024 года возглавил клуб Бундеслиги «Бохум».

## Достижения
- Кубок Германии: 2014/15
- Вице-чемпион Германии: 2015
- Суперкубок Германии: 2015